# Vlkov (Svitavská pahorkatina)
Vlkov (599 m n. m.) je vrch v okrese Blansko Jihomoravského kraje. Leží asi 0,5 km severně od vsi Chlum převážně na jejím katastrálních území.

## Geomorfologické zařazení
Geomorfologicky vrch náleží do celku Svitavská pahorkatina, podcelku Českotřebovská vrchovina, okrsku Hřebečovský hřbet a podokrsku Hynčinský hřbet.